# Morchella deliciosa
Morchella deliciosa är en svampart som beskrevs av Fr. 1822. Morchella deliciosa ingår i släktet Morchella och familjen Morchellaceae.  Arten är reproducerande i Sverige. Inga underarter finns listade i Catalogue of Life.

## Bildgalleri

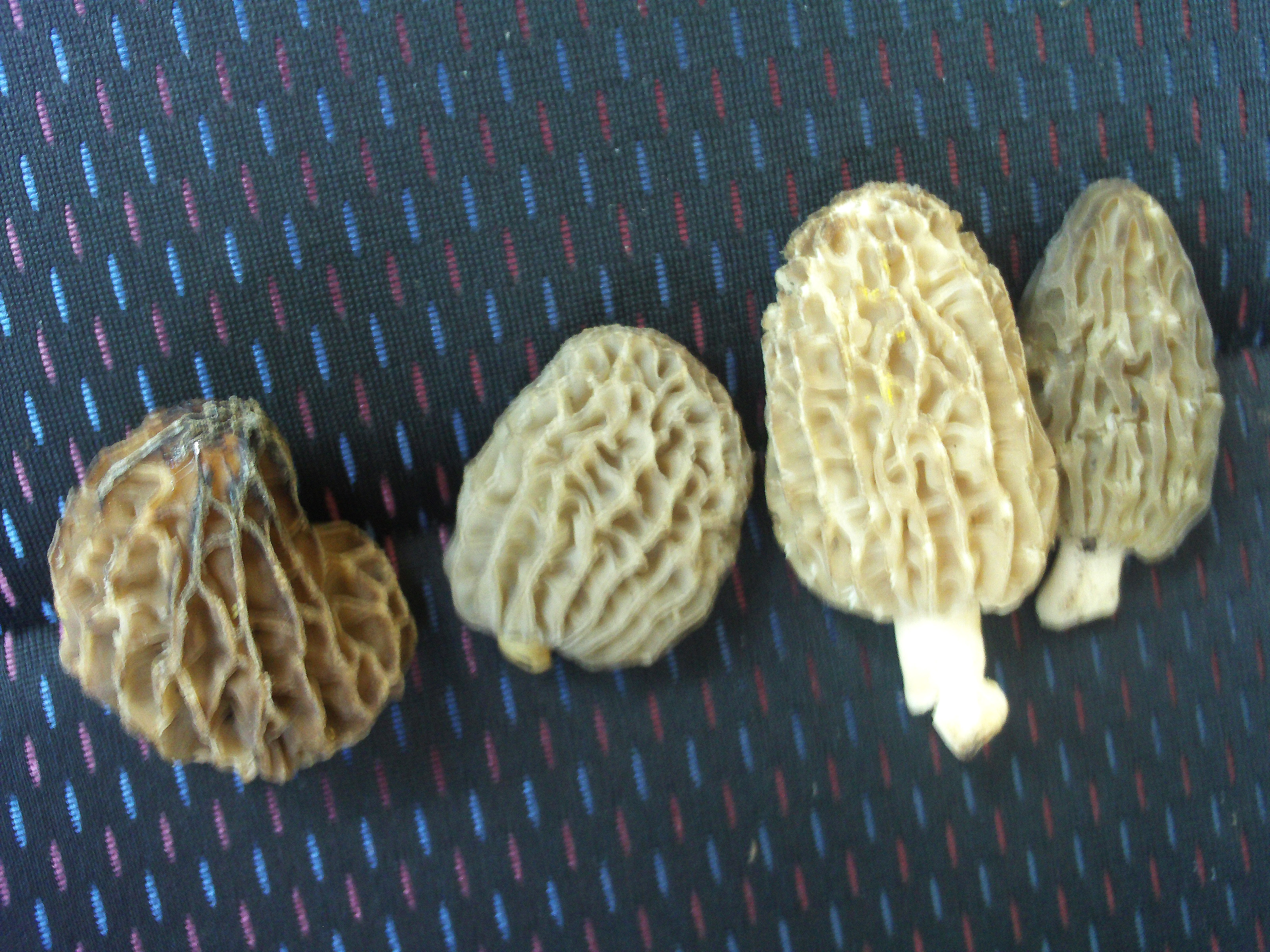